# Sorry (Beyoncé-Lied)
Sorry ist ein Lied der US-amerikanischen R&B-Sängerin Beyoncé. Das Stück wurde als dritte Single aus ihrem sechsten Album, das Visual Album Lemonade veröffentlicht.

## Überblick
In Sorry verarbeitet Beyoncé ihre Eheprobleme mit ihrem Ehemann Jay-Z, der sie während ihrer Ehe betrogen haben soll. Beyoncé hat im Liedtext den Seitensprung von Jay-Z als Becky with the Good Hair betitelt. Die Schützlinge von Jay-Z’s Plattenfirma Rihanna, Rita Ora und das Model Rachel Roy wurden im Internet als Becky betitelt und beschimpft. Im Musikvideo ist die Tennis-Weltmeisterin Serena Williams zu sehen. Sorry hat bis heute mehr als eine Million Verkäufe erzielt, und den Platin-Status erreicht.
Das Lied erhielt positive Kritiken. Die Single erschien am 3. Mai 2016 als Download und erreichte in den britischen Singlecharts Position 33 sowie Position elf in den US-amerikanischen Billboard Hot 100.

## Kommerzieller Erfolg

### Chartplatzierungen
| ChartsChartplatzierungen       | Höchstplatzierung | Wochen |
| ------------------------------ | ----------------- | ------ |
| Vereinigte Staaten (Billboard) | 11 (20 Wo.)       | 20     |
| Vereinigtes Königreich (OCC)   | 33 (5 Wo.)        | 5      |

| ChartsJahrescharts (2016)      | Platzierung |
| ------------------------------ | ----------- |
| Vereinigte Staaten (Billboard) | 71          |

### Auszeichnungen für Musikverkäufe
| Land/Region                  | Auszeichnungen für Musikverkäufe (Land/Region, Auszeichnung, Verkäufe) | Verkäufe  |
| ---------------------------- | ---------------------------------------------------------------------- | --------- |
| Australien (ARIA)            | Platin                                                                 | 70.000    |
| Brasilien (PMB)              | 3× Platin                                                              | 180.000   |
| Kanada (MC)                  | Platin                                                                 | 80.000    |
| Neuseeland (RMNZ)            | Gold                                                                   | 15.000    |
| Polen (ZPAV)                 | Gold                                                                   | 25.000    |
| Vereinigte Staaten (RIAA)    | 4× Platin                                                              | 4.000.000 |
| Vereinigtes Königreich (BPI) | Gold                                                                   | 400.000   |
| Insgesamt                    | 3× Gold · 9× Platin ·                                                  | 4.770.000 |

Hauptartikel: Beyoncé/Auszeichnungen für Musikverkäufe